# Hitzacker

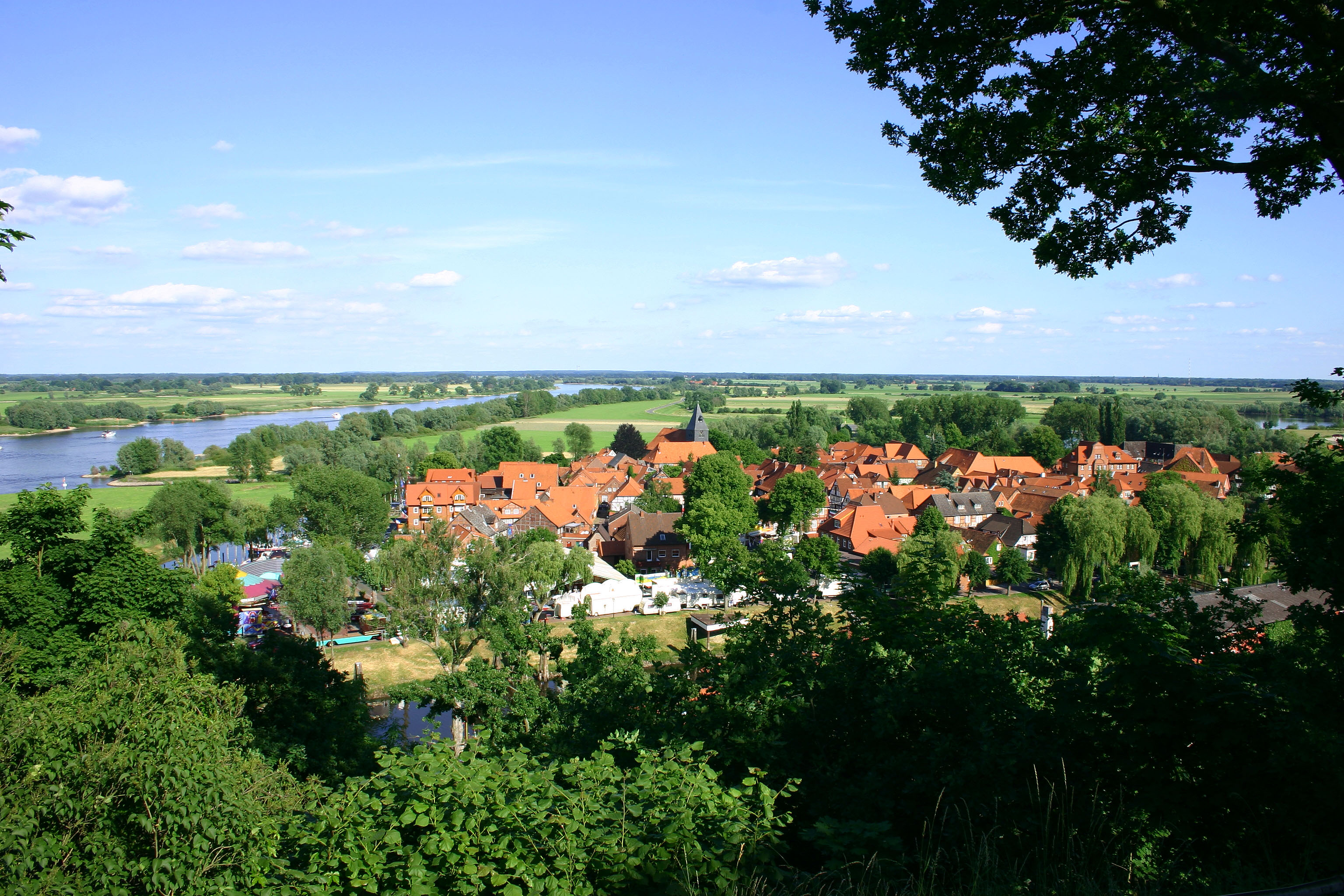
Hitzacker

Hitzacker là một thành phố thuộc huyện Lüchow-Dannenberg, bang Niedersachsen, Đức. Đô thị này có diện tích 58,44 km². Đô thị này tọa lạc bên sông Elbe, cự ly khoảng 8 km về phía bắc của Dannenberg, và 45 km về phía đông của Lüneburg. Dân số cuối năm 2007 là 4982 người.